# Kostel svaté Markéty (Semonice)
Kostel svaté Markéty je římskokatolický filiální kostel v Semonicích. Patří do jaroměřského farnosti.

## Historie
Kostel je poprvé zmiňován jako farní v roce 1352, kdy na papežský desátek platil 6 kop grošů, jak je uvedeno v "Popisu arcidiecéze pražské podle archidiakonátů a dechanátů". Farním byl kostel až do roku 1624, kdy museli opustit kraji všichni nekatoličtí duchovní. Od té doby byl kostel filiální holohlavskému děkanství. Od roku 2010 je filiální k jaroměřskému děkanství.

## Architektura
Původně gotický kostel, později přestavěný barokně.

## Varhany
Varhany jsou poprvé zmiňovány v roce 1837, kdy do kostela byla přeneseny varhany z kostela sv. Václava v Číbuzi, které byly původně instalovány ve smiřické zámecké kapli Zjevení Páně. V roce 1904 byly postaveny nové varhany firmou bratří Paštiků z Prahy za 14 tisíc zlatých.

## Bohoslužby
Bohoslužby se konají druhou sobotu v měsíci (s nedělní platností), v období letního času v 18.00, v období zimního času v 17.00.